# Wi-Fi Direct
Wi-Fi Direct, zpočátku nazývaný Wi-Fi P2P, je standard Wi-Fi, který umožňuje snadné propojení dvou nebo více zařízení bez nutnosti bezdrátového přístupového bodu (anglicky Access Point, zkráceně AP) a komunikaci běžnými Wi-Fi rychlostmi a to pro různé využití od přenosu souborů až po připojení k internetu. Jednou z výhod Wi-Fi Direct je možnost propojit zařízení, i když jsou od různých výrobců. Pouze jedno z Wi-Fi zařízení musí být vybaveno funkcí Wi-Fi Direct pro navázání spojení peer-to-peer, které přenáší data přímo mezi ostatní a to vše s výrazně sníženým nastavováním. Wi-Fi Direct sjedná spojení pomocí systému Wi-Fi Protected Setup (WPS, česky Chráněné nastavení Wi-Fi), který přiřadí každému zařízení omezený přístupový bod. Párování Wi-Fi Direct zařízení může být nastaveno tak, že vyžaduje Near field communication (NFC), signál Bluetooth, nebo stisknutí tlačítka na jednom nebo všech zařízeních. Wi-Fi Direct může nahradit nejen potřebu routerů (směrovačů), ale může také nahradit potřebu Bluetooth v případech, kdy není vyžadována nízká spotřeba.

## Souvislosti

### Základní Wi-Fi
Konvenční Wi-Fi sítě jsou obvykle založeny na přítomnosti řídících zařízení známých jako bezdrátové přístupové body. Tato zařízení obvykle kombinují tři základní funkce – fyzickou podporu pro bezdrátové a kabelové sítě, přemosťování (bridgování) a směrování (routování) mezi zařízeními v síti a služby pro přidání a odebrání zařízení ze sítě.
Typická domácí Wi-Fi síť zahrnuje notebooky, tablety a telefony, dále zařízení jako jsou moderní tiskárny, hudební zařízení a televize. Většina Wi-Fi sítí je nastavena do režimu infrastruktura, kde přístupový bod (AP) funguje jako centrální rozbočovač (hub), ke kterému jsou připojena všechna Wi-Fi zařízení. Zařízení nekomunikují přímo mezi sebou (to se děje v režimu ad-hoc), ale prostřednictvím přístupového bodu. Wi-Fi Direct zařízení jsou schopna mezi sebou komunikovat bez nutnosti dedikovaného přístupového bodu. Při prvním připojení Wi-Fi Direct zařízení dojde k určení, které zařízení bude fungovat jako přístupový bod.

### Automatizované nastavení
Jak se zvyšoval počet a typ zařízení připojujících se k Wi-Fi systémům, začal být základní model jednoduchého routeru s inteligentními počítači více a více napjatý. Ve stejné době se zvýšila sofistikovanost hotspotů, což přineslo složité problematické nastavení pro běžné uživatele. K řešení těchto problémů zde byly četné pokusy o zjednodušení některých aspektů nastavení.
Typickým příkladem je systém Wi-Fi Protected Setup (WPS, česky Chráněné nastavení Wi-Fi), který je součástí většiny přístupových bodů vyrobených od roku 2007, kdy byl tento standard představen. Wi-Fi Protected Setup umožňuje jednoduché nastavení přístupových bodů (AP), zadáním PIN kódu nebo jiné identifikace na připojovací obrazovce nebo v některých případech pouhým stisknutím tlačítka. WPS systém použije tuto informaci k odeslání dat do počítače. Předání informace je potřeba k dokončení nastavení sítě a připojení k Internetu. Z pohledu uživatele nahradí jedno kliknutí dříve nutné zkušenosti s víceúrovňovým nastavováním plným odborných výrazů.
Zatímco model Wi-Fi Protected Setup funguje, jak bylo zamýšleno, byl původně určen jen pro zjednodušení spojení mezi přístupovým bodem a zařízeními, která by mohla využít jeho služeb, zejména přístupu k Internetu. Poskytuje také menší pomoc v rámci sítě – například nalezení a nastavení přístupu k tiskárně z počítače. Pro řešení těchto rolí byla vyvinuta řada různých protokolů, včetně Universal Plug and Play (UPnP), Devices Profile for Web Services (DPWS) a Zero Configuration Networking (ZeroConf). Tyto protokoly umožňují zařízením vyhledat další zařízení v rámci sítě, zjistit jejich schopnosti a zajistit určitou úroveň automatického nastavení.

### Nová použití
U chytrých telefonů (smartphonů) a některých přenosných přehrávačů se stalo běžným obsahovat Wi-Fi jako standardní funkci a v průběhu času se to stalo běžným také u „hloupých“ telefonů. Proces přidávání Wi-Fi do menších zařízení se zrychlil a nyní je možné najít tiskárny, digitální fotoaparáty, scannery a mnoho dalších běžných zařízení vybavených navíc Wi-Fi připojením spolu s běžnými typy připojení, jako je USB.
Rozsáhlé použití Wi-Fi v nových třídách menších zařízení vytvořilo mnohem větší potřebu ad-hoc síťování. Pro notebook by bylo užitečné, aby bylo možné se bezdrátově připojit k místní tiskárně i bez centrálního Wi-Fi hubu nebo routeru. Ačkoli byl režim ad-hoc vytvořen pro řešení tohoto druhu potřeb, nedostatek doplňujících informací však ztěžuje jeho použití v praxi.
Přestože systémy jako UPnP a Bonjour (od Applu) poskytují mnoho potřebných schopností a jsou zahrnuty v některých zařízeních, jediný široce podporovaný standard stále chyběl a podpora v rámci stávajících zařízení nebyla příliš rozšířena. Návštěvník pravděpodobně bude schopen pomocí svého chytrého telefonu jednoduše najít hotspot a připojit se k internetu, možná i s využitím technologie WPS (Wi-Fi Protected Setup). Ale pro stejné zařízení by mohlo být obtížné streamovat hudbu do počítače nebo vytisknout soubor, nebo to prostě není podporováno mezi odlišnými značkami hardwaru.
Wi-Fi Direct může poskytnout bezdrátové připojení k různým periferiím. Bezdrátové myši, klávesnice, dálková ovládání, sluchátka, reproduktory, displeje a mnoho dalších funkcí může být realizováno pomocí technologie Wi-Fi Direct. Začalo to s produkty Wi-Fi myší, produkty bezdrátového přenosu obrazu, jako jsou WiDi a Miracast, stejně jako s Wi-Fi Direct dálkovými ovladači, které byly vyrobeny kolem listopadu 2012.
Aplikace pro sdílení souborů na zařízeních s Androidem a BlackBerry 10 mohou využívat technologii Wi-Fi Direct. Podporována je většina verzí Androidu 4.1 (Jelly Bean) a BlackBerry 10.2. Android verze 4.2 (Jelly Bean) zahrnuje další vylepšení pro Wi-Fi Direct, včetně perzistentních oprávnění umožňujících obousměrný přenos dat mezi více zařízeními.

## Technický popis
Wi-Fi Direct v podstatě vloží softwarový přístupový bod (anglicky software access point, zkráceně Soft AP) do jakéhokoliv zařízení, které ale musí tuto funkci podporovat. Soft AP poskytuje vlastnost WPS (Wi-Fi Protected Setup), která umožňuje nastavení pomocí stisknutí tlačítka nebo vložení PIN kódu.
Když zařízení vstoupí do dosahu Wi-Fi Direct hostitele, může se k němu připojit a pak shromáždit informace pro nastavení pomocí WPS. Připojení a nastavení je tak zjednodušeno, že někteří naznačují, že může v některých situacích nahradit Bluetooth.
Softwarové přístupové body mohou být jednoduché nebo složité, tak jak to vyžaduje jejich role. Digitální fotorámeček může poskytovat jen ty nejzákladnější služby potřebné proto, aby se digitální fotoaparáty mohly připojit a nahrát obrázky. Chytrý telefon, který umožňuje datový tethering, může poskytovat složitější Soft AP, který přidá schopnost sdílení připojení k internetu. Standard zahrnuje také zabezpečení WPA2 a funkce pro ovládání přístupu v podnikových sítích. Wi-Fi Direct zařízení lze propojit buď dvě, nebo lze připojit k jednomu zařízení více dalších a ne všechny připojené produkty musí mít podporu Wi-Fi Direct. Jedno zařízení s funkcí Wi-Fi Direct se může připojit ke klasickým Wi-Fi zařízením bez této funkce.
Wi-Fi Direct certifikační program je vyvíjen a spravován průmyslovou skupinou Wi-Fi Alliance, která vlastní ochrannou známku „Wi-Fi“. Specifikace je k dispozici pro nákup od Wi-Fi Alliance.

## Komercializace

### Notebooky
Intel zahrnul technologii Wi-Fi Direct na platformě Centrino 2 a to ve své technologii Intel My WiFi Technology v roce 2008. Wi-Fi Direct zařízení se mohou připojit k přenosnému počítači, který hraje roli softwarového přístupového bodu. Notebook pak může poskytnout přístup k internetu pro ostatní Wi-Fi Direct zařízení, bez nutnosti Wi-Fi AP. Firmy Marvell Technology Group, Atheros, Broadcom, Intel, Ralink a Realtek oznámily své první produkty v říjnu 2010. Čipová sada od Redpine Signals byla certifikována Wi-Fi Direct v listopadu téhož roku.

### Mobilní zařízení
Wi-Fi Direct je plně podporován v Androidu od verze 4.0. Zatímco některá zařízení s Androidem 2.3, jako je Samsung Galaxy S II, již měla tuto funkci implementovanou prostřednictvím proprietárních rozšíření operačního systému vyvinutých OEM výrobci, Galaxy Nexus (vydaný v listopadu 2011) byl prvním Android zařízením dodávaným s Googlovskou implementací této funkce a rozhraním pro programování aplikací (API) pro vývojáře. Firma Ozmo Devices, která vyvinula integrované obvody (čipy) navržené pro Wi-Fi Direct, byla v roce 2012 koupena společností Atmel.
U BlackBerry je Wi-Fi Direct dostupný díky aktualizaci BlackBerry 10.2.1.
Apple iOS 8 získá podporu pro Wi-Fi Direct pro funkce jako Airdrop, Handoff, Instant Hotspot a AirPlay.

### Herní konzole
Xbox One, který vyšel v roce 2013, podporuje technologii Wi-Fi Direct.